# Faithfully Yours
Faithfully Yours (en España: Siempre fiel) es una Película de suspense holandesa de 2022 dirigida por André van Duren. La película ganó el premio Golden Film después de haber vendido 100.000 entradas. Bracha van Doesburgh y Elise Schaap interpretan los papeles principales.

## Sinopsis
Usándose mutuamente como coartadas, dos amigas se escabullen para tener aventuras secretas, pero su elaborada red de mentiras se deshace cuando una de ellas desaparece.

## Reparto
- Bracha van Doesburgh - Bodil Backer[3]
- Nasrdin Dchar - Milan Saber[3]
- Gijs Naber - Luuk Luijten[3]
- Elise Schaap - Isabel Luijten[3]

## Estrenos
La película se estrenó en cines en los Países Bajos el 22 de diciembre de 2022 y en Netflix el 17 de mayo de 2023.